# Peter Mutharika
Peter Mutharika, né le 18 juillet 1939 à Zomba, est un homme politique malawite. Frère du président Bingu wa Mutharika, mort en 2012, il est le président de la République de 2014 à 2020.

## Biographie

### Formation
Mutharika est professeur de droit, expert en droit économique international, en droit international et en droit constitutionnel comparé. Il vit durant une trentaine d'années aux États-Unis,.

### Parcours politique

#### Conseiller puis ministre
À partir de 2004, il sert de conseiller à son frère aîné, le président Bingu wa Mutharika, sur les questions de politique étrangère et intérieure depuis le début de sa campagne électorale jusqu'à la mort de ce président le 5 avril 2012. Il devient son bras droit,. Il occupe les postes de ministre de la Justice, puis de ministre de l'Éducation, de la Science et de la Technologie. Il sert également en tant que ministre des Affaires étrangères.

#### Dans l'opposition
Après la mort de son frère en 2012, il est soupçonné d’avoir tenté de cacher cette dernière, puis d’avoir intrigué pour empêcher la vice-présidente Joyce Banda d’hériter, comme le veut la Constitution, de la présidence. il devient en 2014 le chef de file du Parti démocrate progressiste (PDP) pour l'élection présidentielle.

#### Élection présidentielle de 2014
Le 24 mai 2014, la présidente Joyce Banda annule l'élection qui s'est tenue le 20 mai, et à laquelle elle était candidate contre Peter Mutharika. Invoquant des irrégularités dont son adversaire serait responsable, il est également avancé que les premiers résultats sortis des urnes la donnaient largement distancée. Si la Constitution lui permet d'user de ce pouvoir, elle a l'obligation d'organiser un nouveau scrutin dans les 90 jours. La Cour suprême du Malawi lui demande le même jour de ne pas interférer avec ces élections,. Le 31 mai, elle accepte sa défaite.

#### Président de la République
Le 31 mai 2014, Mutharika est investi président de la République lors d'une brève cérémonie à la Haute Cour de la capitale économique, Blantyre.
Le 21 juin 2014, il épouse Gertrude Maseko. Ils entretenaient une relation amicale de longue date, depuis le retour de Peter Mutharika des États-Unis, et elle était considérée comme sa confidente. Ils ont une différence d'âge d'une vingtaine d'années. Peter Mutharika a deux filles, et un fils, issus de son mariage avec sa première épouse, décédée 30 ans auparavant. La nouvelle Première dame a également un fils de son mariage précédent, rompu par divorce une dizaine d'années auparavant,,.
Son premier mandat est marqué par un fort mécontentement populaire, dû à la corruption, aux pénuries alimentaires et aux coupures d’électricité. En 2018, des milliers de personnes sont descendues dans la rue de plusieurs villes du pays pour dénoncer les scandales de corruption. Lui-même est impliqué dans une affaire de pots-de-vin, soupçonné d’avoir reçu plus de 200 000 dollars d’un homme d’affaires qui avait décroché un contrat de plusieurs millions de dollars auprès de la police.
Lors de l’élection présidentielle de 2019, il est réélu pour un second mandat avec 38,6 %, contre 35,4 % pour Lazarus Chakwera. Celui-ci dénonce des résultats frauduleux.
Le 3 février 2020, la Cour constitutionnelle annule le scrutin et ordonne que de nouvelles élections soient convoquées dans un délai de 150 jours,. Le président sortant, annonce le 5 février qu'il participerait au nouveau scrutin. Le 7 février, il décide finalement de faire appel du jugement devant la Cour suprême (rejeté le 8 mai), alors qu'il avait un temps envisagé de ne pas le contester, tandis que la commission électorale, pointée du doigt par la Cour constitutionnelle pour ses dysfonctionnements, demande à cette dernière de suspendre sa mesure. Ces évènements du scrutin de 2019 conduisent Peter Mutharika à se voir affublé du sobriquet de « président Tipp-Ex » par ses opposants,.
La commission électorale, évoquant un manque de temps, propose la date du 28 octobre pour la tenue du scrutin. La date du nouveau scrutin est finalement fixée au 19 mai, au 2 juillet puis au 23 juin. À l’issue du vote Peter Mutharika (39,9 %) est largement battu par Lazarus Chakwera (59,3 %).

## Après la présidence
Peu après son départ de la présidence, plusieurs enquêtes sont ouvertes pour corruption et abus de pouvoir. La police réclame en juillet 2020 de l'auditionner au sujet d'une affaire de corruption.
En août 2021, la Cour constitutionnelle examine un recours déposé par le Parti démocrate progressiste de Peter Mutharika. Il demande l'annulation de l'élection présidentielle de 2020 car quatre de ses représentants avaient été interdits de faire partie de la Commission électorale.